# Simonds Farsons Cisk

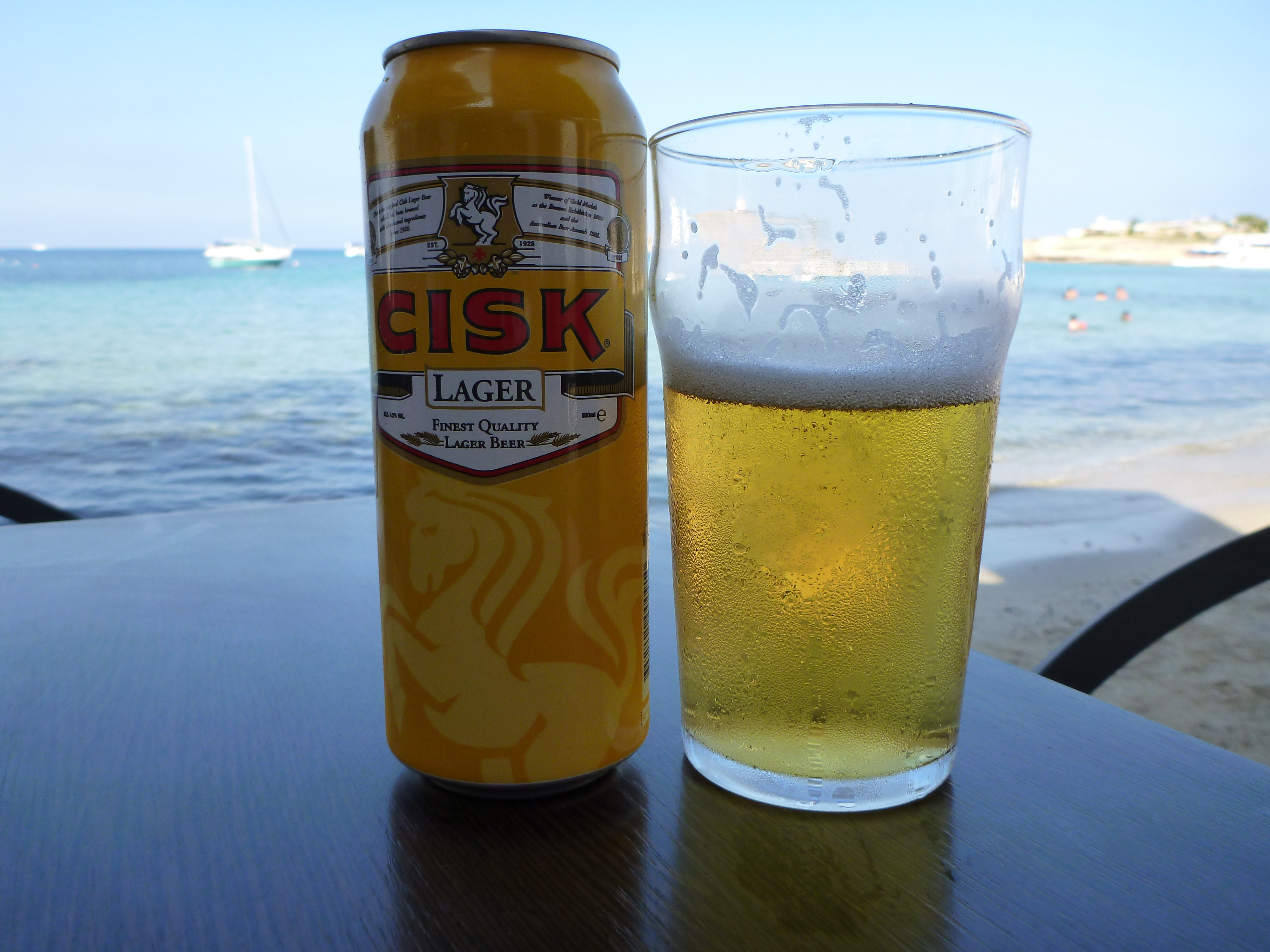
Piwo Cisk Lager

Simonds Farsons Cisk jest browarem założonym na Malcie w 1928 roku.

## Produkty
Simonds Farsons Cisk plc produkuje następujące piwa: Cisk (Lager), Cisk Export (Premium lager), Hopleaf (Pale Ale), Hopleaf Extra (Premium Pale Ale), Blue Label (Ale), Lacto (Stout), Traditional and Lemon & Lime, oraz na licencji piwa: Carlsberg i Skol. Firma dodatkowo posiada piwa beczkowe Hopleaf i Blue Label o nazwie "Smooth 'n' Creamy", oraz produkuje różnego rodzaju napoje bezalkoholowe, wody i soki.

### Piwo
Cisk jest piwem jasnym pełnym dolnej fermentacji o złocistym kolorze, o zawartości alkoholu 4.2% z zauważalnym owocowo-jęczmiennym posmakiem. Nazwa "Cisk" pochodzi od pseudonimu Giuseppe Scicluna – "Iċ-Ċisk".

## Restauracje
Farsons jest głównym nabywcą umowy franczyzowej marek Burger King, Pizza Hut i KFC na Malcie, we Włoszech i innych europejskich krajach.

## Nagrody
- Cisk Lager zdobył główną nagrodę na Międzynarodowym Konkursie piw jasnych pełnych w Australii w 1995 roku.
- Cisk Lager został nazwany "Światowym najbardziej tradycyjnym piwem jasnym pełnym" na konkursie Beers of The World w 2007.